# Neonuncia
Genre
Neonuncia est un genre d'opilions laniatores de la famille des Triaenonychidae.

## Distribution
Les espèces de ce genre sont endémiques de Nouvelle-Zélande.

## Liste des espèces
Selon World Catalogue of Opiliones (29/05/2021) :
- Neonuncia blacki Forster, 1954
- Neonuncia campbelli Forster, 1954
- Neonuncia eastoni Forster, 1954
- Neonuncia enderbei (Hogg, 1909)
- Neonuncia opaca (Roewer, 1931)

## Publication originale
- Roewer, 1915 : « Die Familie der Triaenonychidae der Opiliones - Laniatores. » Archiv für Naturgeschichte, sér. A, vol. 80, no 12, p. 61–168 (texte intégral).